# Piętro turniowe

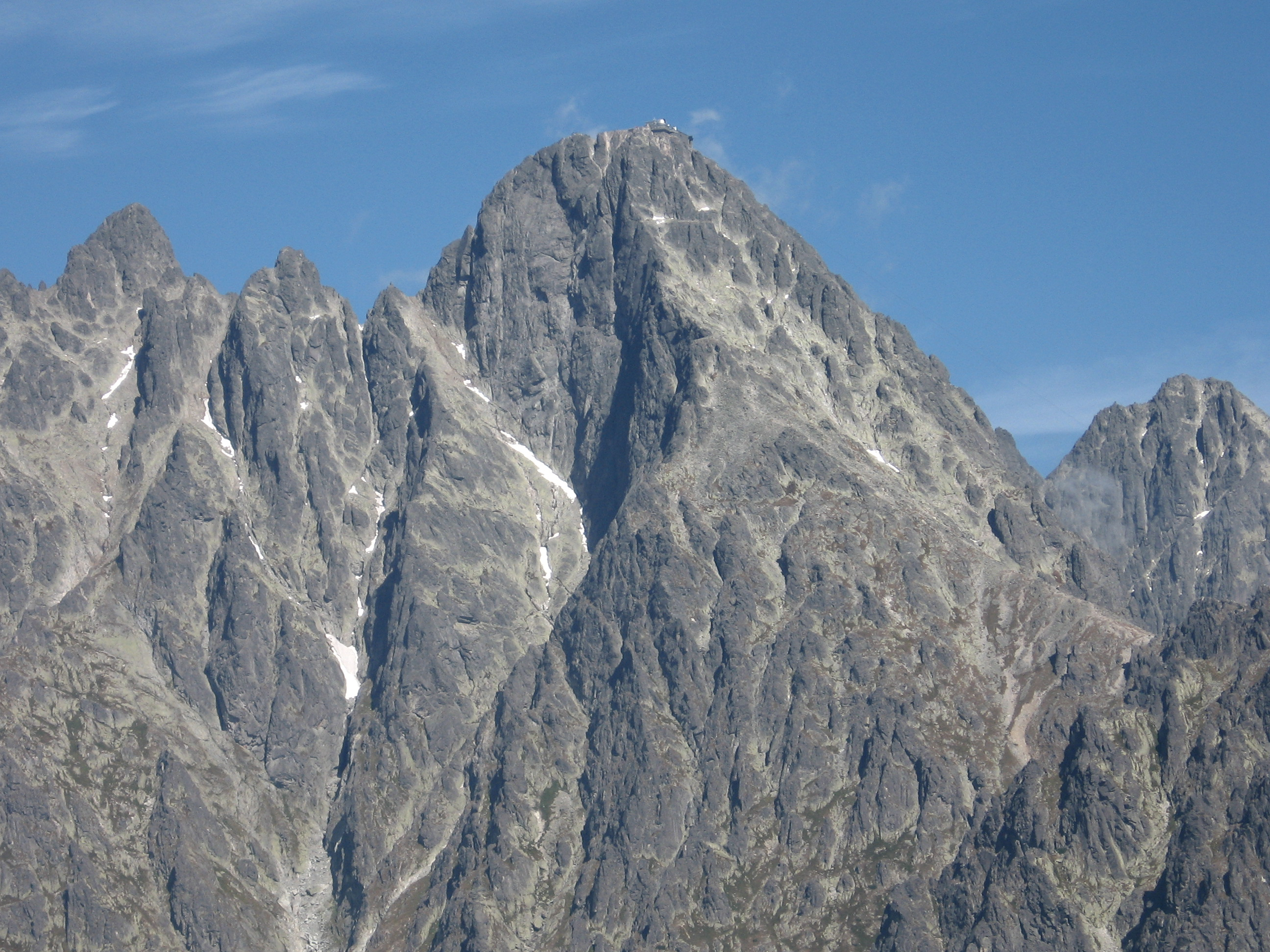
Piętro subniwalne na Łomnicy

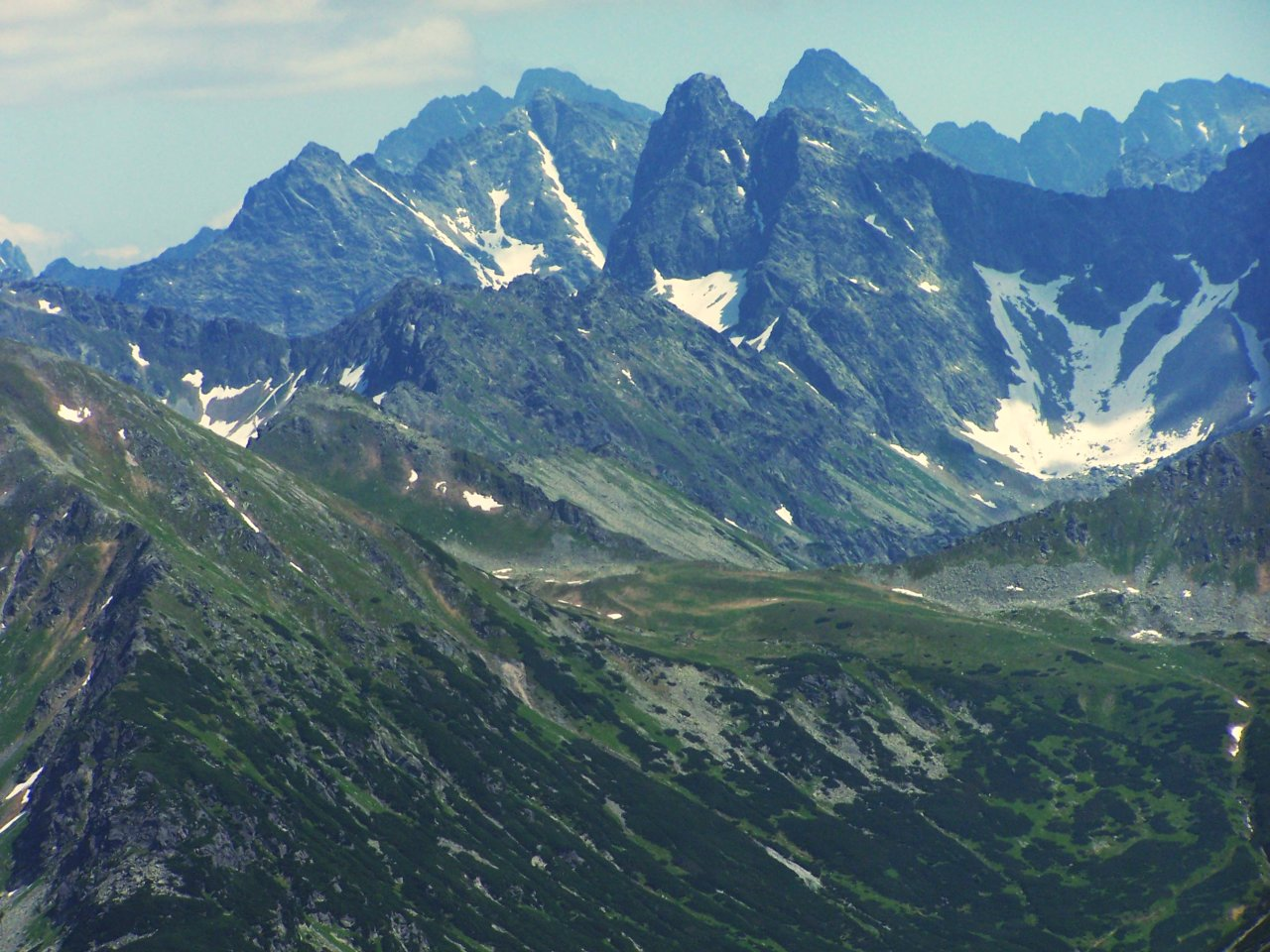
Tatry Wysokie

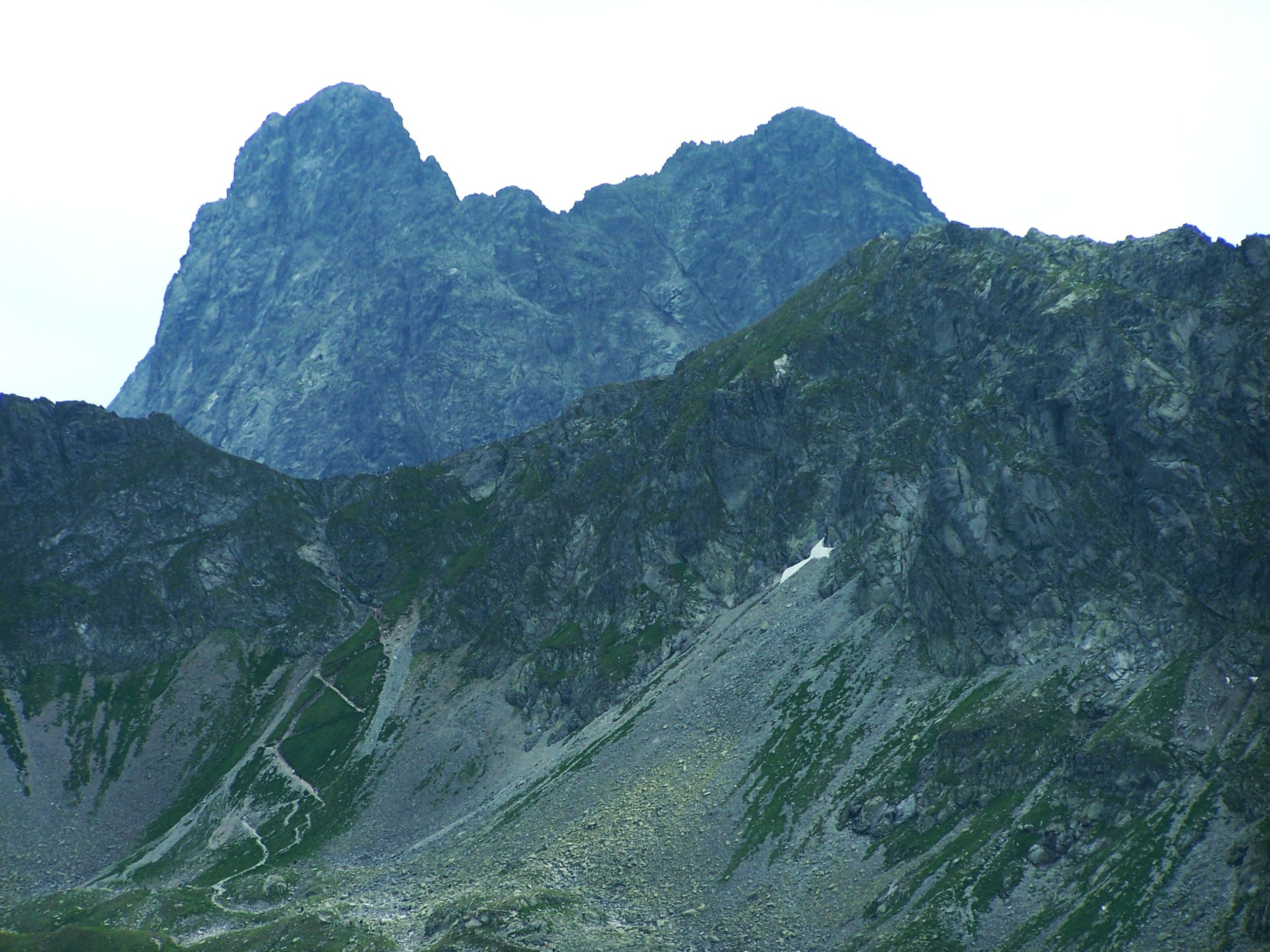
Na pierwszym planie piętro alpejskie (Szpiglasowy Wierch), w głębi piętro turniowe (Mięguszowiecki Szczyt i Cubryna)

Piętro turniowe, piętro subniwalne – jedno z pięter roślinności w górach, obszar skalistych turni, głazów i piargu, wśród których występują mchy, porosty i rośliny kwiatowe. Znajduje się powyżej piętra alpejskiego, a poniżej piętra śnieżnego (niewystępującego w polskich górach). Charakteryzuje się klimatem zimnym. W Polsce piętro turniowe występuje wyłącznie w Tatrach. W różnych górach, w zależności od szerokości geograficznej i klimatu, znajduje się ono na różnych wysokościach. W Tatrach jest to rejon położony powyżej 2300 m n.p.m., a więc występuje wyłącznie w Tatrach Wysokich.

## Cechy charakterystyczne
- składa się z zespołu szczytów i grani
- gleby występują tylko w niektórych miejscach
- średnia temperatura roczna wynosi poniżej -2 °C
- średnia grubość pokrywy śnieżnej ok. 290 cm
- woda krąży powierzchniowo
- występuje silne wietrzenie fizyczne skał
- wskutek dużych stromizn występuje odpadanie i zmywanie skał i gruzu

## Roślinność
Rośliny w piętrze turniowym nie tworzą już zwartych łanów, lecz występują głównie kępkami w zagłębieniach terenu, szczelinach skał, na półkach skalnych. Liczba gatunków roślin i zwierząt występujących jeszcze w piętrze alpejskim wskutek skrajnie trudnych warunków klimatycznych i glebowych, jest bardzo mała w porównaniu z podnóżem gór. Wśród roślin dominują tutaj mchy, porosty i niskie murawy z boimką dwurzędowa na czele. Porosty, głównie naskalne, zajmują więcej miejsca, niż rośliny naczyniowe. Mimo skrajnie trudnych warunków życiowych występuje tu jeszcze ok. 120 gatunków roślin naczyniowych. Liczba roślin jednak drastycznie spada wraz z wysokością nad poziomem morza, na najwyższych szczytach Tatr występują już tylko nieliczne gatunki. Dominują rośliny niskie, o postaci darniowej i rośliny poduszkowe silnie przylegające do podłoża. Karłowatość jest zarówno skutkiem surowych warunków ograniczających wzrost, jak i przystosowaniem do tych warunków – niskie, płożące się przy ziemi rośliny lepiej wykorzystują jej ciepło, lepiej chronione są przed huraganowymi wiatrami, a warstwa śniegu chroni je przed silnymi mrozami, mniej też tracą wody przy intensywnym nasłonecznieniu na suchych stokach. Brak zupełnie roślin jednorocznych – zbyt krótki sezon wegetacyjny nie pozwoliłby im na wytworzenie nasion.